# Belagerung von Nördlingen
Die Belagerung von Nördlingen fand vom 18. August 1634 bis zum 7. September 1634 zur Zeit des Dreißigjährigen Krieges statt. Die protestantische Reichsstadt, in der viele Flüchtlinge Zuflucht gesucht hatten, war mit einer kleinen schwedischen Garnison belegt und wurde von einer sehr starken Streitmacht der katholischen Seite, bestehend aus einem kaiserlichen, einem bayerischen und einem spanischen Heer belagert. Nachdem der Versuch zum Entsatz der Stadt durch ein schwedisches Heer in der für den weiteren Kriegsverlauf bedeutenden Schlacht bei Nördlingen katastrophal gescheitert war, musste sich die Stadt am darauf folgenden Tag ergeben.

## Der Dreißigjährige Krieg in Süddeutschland
Süddeutschland war abgesehen von gelegentlichen Truppendurchzügen der katholischen Liga lange Zeit von den Auswirkungen des Dreißigjährigen Krieges verschont geblieben. Dies änderte sich, als nach der verlorenen Schlacht von Breitenfeld im September 1631 die Vorherrschaft der kaiserlichen Armee gebrochen und für die schwedisch-protestantischen Verbände der Weg nach Oberdeutschland frei wurde. In den folgenden Monaten gelang es ihnen, bis an den Rhein und Main vorzudringen und bald im katholischen Bayern einzufallen.
Nördlingen, etwa 30 Kilometer nördlich der Donau an der Grenze zu Württemberg gelegen, war als Reichsstadt trotz des evangelischen Bekenntnisses immer bestrebt, dem katholischen Kaiser (Ferdinand II.) treu zu bleiben. Als sich dann aber Ende März 1632 das so erfolgreiche protestantische Heer des schwedischen Königs Gustav Adolf näherte, stellte sich die Stadt unter den Schutz des schwedischen Königs. Der Seitenwechsel war angesichts der protestantischen Übermacht nicht nur die einzig vernünftige Alternative, sondern wurde auch von großen Teilen der Bürgerschaft und des Magistrats der Stadt begrüßt. Davon zeugte der Aufwand und die freudige Stimmung, die beim Einzug des Schwedenkönigs in Nördlingen im Herbst 1632 an den Tag gelegt wurden. In den folgenden zwei Jahren mussten dann aber auch wiederholt Besatzungen aufgenommen werden, die dann die Befestigungsanlagen  der Stadt verbesserten.
Die dramatischen Niederlagen der katholischen Ligatruppen in den Schlachten bei Breitenfeld und Rain am Lech hatten Kaiser Ferdinand II. gezwungen, den zuvor entlassenen Oberbefehlshaber der kaiserlichen Truppen Wallenstein im Dezember 1631 mit erweiterten Vollmachten wieder zurück zu berufen. Wallenstein hatte jedoch eine defensive Hinhaltetaktik verfolgt und keine Versuche unternommen, die Eroberung und Plünderung von Bayern und die Eroberung von Regensburg zu verhindern. Er hatte eigenmächtig Verhandlungen mit den Schweden und mit Kursachsen geführt, war bei Kaiser Ferdinand II. in Ungnade gefallen und wurde im Februar 1634 auf Geheiß des Kaisers ermordet. Für kurze Zeit wurde General Gallas Nachfolger Wallensteins, dann folgte als Oberbefehlshaber der Sohn des Kaisers, der spätere Kaiser Ferdinand III., König von Ungarn, mit Gallas als militärischem Berater. Beide begannen im Mai 1634 mit der Rückeroberung Bayerns. Nachdem sie das von den Schweden besetzte Regensburg nach mehrwöchiger Belagerung am 26. Juli 1634 zurückerobert hatten, zogen sie mit dem vereinigten kaiserlich-bayerischen Heer nach Westen in Richtung des Herzogtums Württemberg, um sich dort mit einem spanischen Heer zu vereinigen.
Die schwedische Armee, deren Oberbefehl nach dem Tode Gustav Adolfs 1632 bei seinem Reichskanzler Axel Oxenstierna lag, bestand in Süddeutschland aus zwei Heeren, jeweils eines unter Generalfeldmarschall Gustaf Graf Horn und Bernhard von Sachsen-Weimar, die im Frühjahr 1634 mit einem gemeinsamen Heerzug von Württemberg nach Osten vergeblich versucht hatten, die Rückeroberung von Regensburg zu verhindern. Sie hatten den schnellen Erfolg der kaiserlich-bayerischen Armee nicht erwartet, hatten deswegen zu langsam reagiert und kamen zu spät, um Regensburg zu schützen. Während die kaiserlich-bayerische Armee bereits Richtung Westen abzog und dort am 16. August Donauwörth im Sturm einnahm, befanden sich die beiden schwedischen Heere erst auf dem mühsamen, verlustreichen Rückmarsch nach Westen, der durch Regen erschwert wurde. Während sich die Kaiserlichen bereits in Marsch auf Nördlingen setzten, das ihnen auf dem Weg nach Württemberg ungünstig in der Flanke gelegen wäre, vereinigten sich Bernhard und Horn gerade erst bei Günzburg.
Die Vorhut des kaiserlichen Heeres erschien am 17. August vor Nördlingen. Auf dem im Südwesten an die Stadt angrenzenden Totenberg wurden vier, auf dem im Süden angrenzenden Galgenberg acht Belagerungsgeschütze in Stellung gebracht, der sich im Verlauf weiter nach Süden anschließende Stoffelsberg, der Adlersberg sowie die ausgedehnten Hochebenen des Schönefeldes dienten der Hauptmacht, die am folgenden Tag heranmarschierte, als Lager. Als an diesem 18. August der erste Warnschuss auf Nördlingen abgegeben wurde, befand sich das schwedische Heer noch im etwa 50 km entfernten Günzburg und zog darauf über Heidenheim nach Aalen, das es am 21. August erreichte. Herzog Bernhard hatte den Nördlingern versprochen, sie zu entsetzen, wartete aber noch auf die dafür notwendige Verstärkungen von insgesamt etwa 10.000 Mann, von denen nur die Hälfte rechtzeitig eintraf. Die Kaiserlichen hingegen konnten mit einem spanischen Heer von 15.000 Mann rechnen, das der Kardinalinfant Ferdinando, Bruder des spanischen Königs und Cousin Ferdinands III., in Italien aufgestellt hatte, um damit über den Rhein in die Niederlande zu ziehen. Zu dieser Zeit führte das mit dem Kaiser im Haus Habsburg verwandtschaftlich verbundene Spanien Krieg gegen Teile der Niederlande, die sich für unabhängig erklärt hatten (siehe Achtzigjähriger Krieg).
Die Schweden befanden sich in der ungünstigen Lage, für einen Angriff zu schwach zu sein, bei zu langem Verzug aber eine Vereinigung und damit eine weitere Stärkung des Gegners zulassen zu müssen.

## Die Belagerung Nördlingens

### Die Befestigung der Stadt

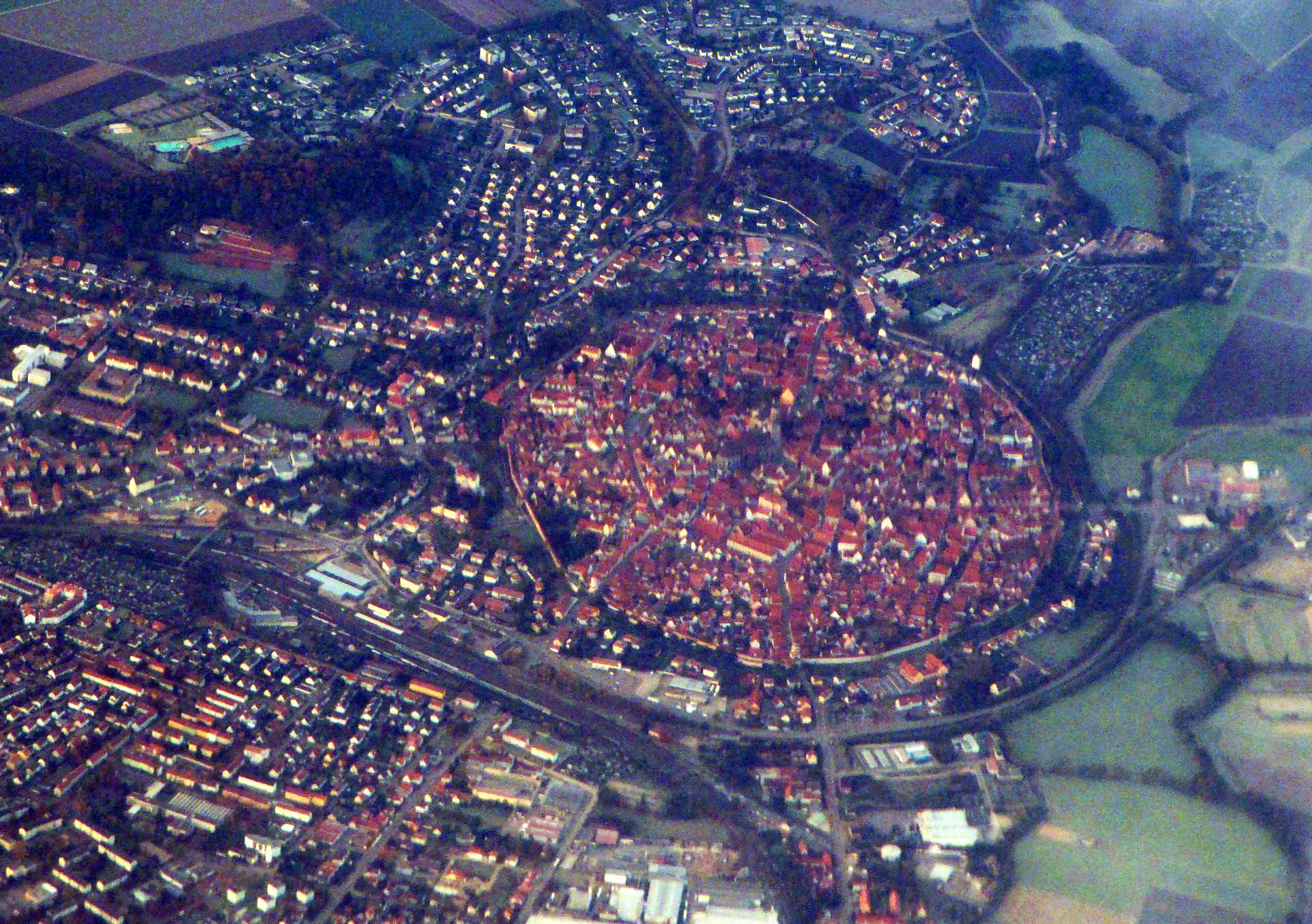
Nördlingen Luftaufnahme

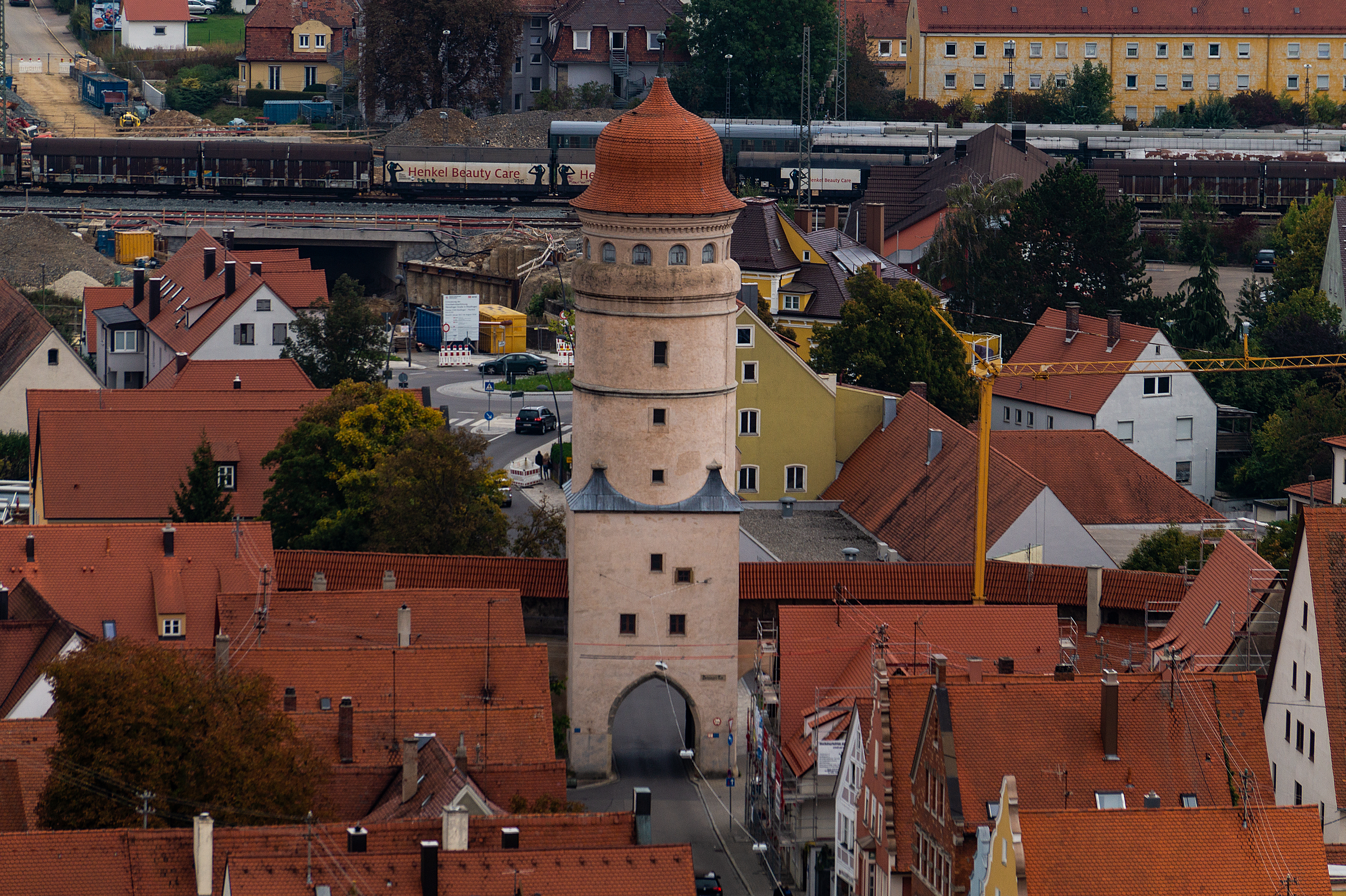
Deiniger Tor

Nördlingen besaß, wie die meisten Städte der damaligen Zeit, eine vollständige Stadtmauer, die immer wieder dem Stand der Technik angepasst worden war, jedoch nicht als Festung bezeichnet werden konnte. Auf den Mauern befanden sich insgesamt 18 Türme, fünf davon mit Toren, und drei Basteien. Aus den Basteien, den vier Tortürmen und einigen anderen Türmen konnte mit Kanonen geschossen werden. Vor der Mauer befand sich ein teilweise gefluteter Graben, in dessen innerem Rand vor den Wällen eine weitere, niedrigere Mauer einen Zwinger einschloss. Der äußere Rand des Grabens wurde ebenfalls von einer Mauer begrenzt, die ein Eindringen in den Graben erschwerte. Dem Reimlinger und dem Berger Tor waren Schanzen aus Erde vorgebaut, die die Brücken über den Graben zu den Toren versperrten. Der Abschnitt zwischen diesen beiden Einlässen war der am meisten gefährdete, da er sich vor den (einzigen) Hügeln befand, die im Süden an die Stadt heranreichten. Deshalb standen dort auch die zwei stärkeren Basteien. Schwachpunkt der Verteidigung war das Deininger Tor, das dünne Mauern hatte, keine Geschütze tragen konnte und dessen anliegende Mauerpartien keine wehrhaften Türme besaßen.

### Vorbereitungen
In Nördlingen hatte man bereits während der Belagerung Regensburgs Gerüchte vernommen, dass man nach dem Fall der von den Schweden besetzten Reichsstadt das nächste Ziel der kaiserlich-bayerischen Truppen sei und Vorbereitungen für eine Belagerung angestellt. Der Stadtrat versicherte sich der Unterstützung der umliegenden Städte und Fürsten sowie der Herzog Bernhards. Nach kontroverser Diskussion am 13. und 14. August wurde den Wünschen Feldmarschall Horns und Herzog Bernhards entsprechend beschlossen, die Stadt im Ernstfall zu verteidigen und eine schwedische Besatzung aufzunehmen, die noch am selben Tag mit 400–500 Mann unter Oberstleutnant Deubitz in die Stadt einzog. Zusätzlich hatte man 500–600 Bürger in sechs Fähnlein eingeteilt, die dem Stadthauptmann Welsch unterstanden. Zur selben Zeit wurden bereits einige Dörfer und Städte im Ries durch kaiserliche Reiterei geplündert und erste Geplänkel mit Nördlinger Bewaffneten ausgetragen. Plünderungen, die auch in den vorhergehenden Monaten schon vereinzelt stattgefunden hatten, trieben meist zahlreiche Bauern aus den umliegenden Dörfern hinter die sicheren Stadtmauern. Der Stadtrat hatte in seiner Sitzung vom 14. August zwar zusätzlich beschlossen, „auch daß überflüssige in die Statt eingeflohene Bauers und ander Volckh außzuschaffen, damit man zu leben hab“, allerdings scheint dieses Dekret nicht konsequent umgesetzt worden zu sein, da sich während der Belagerung immer noch viele Flüchtlinge in der Stadt befanden und die Versorgungslage erschwerten. Um den Belagerern, die man in Bälde erwartete, die Deckung zu nehmen, wurden einige vor der Stadt gelegenen Gebäude und Gärten zerstört. Innerhalb der Mauern wurde notwendiges Material herbeigeschafft und die Bürgerschaft auch psychisch auf eine Belagerung eingestellt.

### Beginn der Belagerung
Die ersten Schüsse gab die kaiserliche Artillerie am Vormittag des 18. August ab, richtete damit aber nur geringen Schaden an. Nachmittags wurde die Stadt zur Übergabe aufgefordert, was Kommandant Deubitz verweigerte. Im Schutze der Nacht begannen katholische Pioniere, in der Ebene um die Stadt herum Laufgräben und insgesamt sechs zusätzliche, verschanzte Geschützstellungen anzulegen, aus denen die Mauer und ihre Bollwerke direkt und effektiver beschossen werden konnten. Zusätzlich wurde die Eger blockiert, damit kein Wasser mehr in die Stadt floss. Dies hatte zwei Effekte: Zum einen konnten die Mühlen der Stadt nicht mehr betrieben werden. Während der gesamten Belagerungszeit musste das Mehl nun in der Rossmühle gemahlen werden, die den Bedarf der Eingeschlossenen bei weitem nicht decken konnte. Andererseits erschwerte der Wassermangel die Löschversuche der Einwohner.
Der folgende Tag markierte den Beginn der eigentlichen Belagerung. Vom 19. August an wurden die Befestigungsanlagen der Stadt heftig mit Kanonen beschossen und versucht, mit Granaten einen Brand in der Stadt zu entfachen, was aber nicht gelang. Nur einmal entzündete sich ein gefährliches Feuer, das aber glücklich gelöscht werden konnte. Mit den Granaten und schweren Kanonenkugeln, die besonders im Umkreis der Rossmühle einschlugen, diese aber nicht zerstören konnten, wurden im Rest der Stadt zwar einige Häuser getroffen, aber insgesamt relativ geringer Schaden angerichtet. Die auf die Mauern, Türme und Tore hauptsächlich aus den vorgelagerten Batterien abgegebenen Schüsse hingegen hatten eine höchst zerstörerische Wirkung. Vor allem auf das Deininger Tor wurde am 20. und 21. so stark gefeuert, dass dieses und die angrenzenden Mauerstücke stark durchlöchert wurden und die Geschützstellungen auf dem Turm aufgegeben werden mussten. Auch vom Berger Tor, dem Oberen Wasserturm und dem dazwischen liegenden Löwenturm mussten die Kanonen wegen großer Beschädigungen abgezogen werden. Die Basteien wurden am 21. August unter schweres Feuer gelegt, so dass man sich nur noch auf ihren Trümmern verschanzen konnte, um von dort das Geschützfeuer fortzusetzen. Nahe dieser Stelle war ein Stück der Mauer so mitgenommen, dass der Kommandant in Kürze eine Bresche erwartete und Vorbereitungen für eine Erstürmung traf, die aber ausblieb. In den ersten drei Tagen hatten die Belagerer die Gegenwehr der Eingeschlossenen bereits empfindlich geschwächt.
Das Bombardement hatte dem Magistrat und sicherlich auch den Einwohnern „große Furcht und Schrecken eingejaget“. Da man zudem nichts über den Verbleib der schwedischen Armee wusste und um den Entsatz bangte, versuchte der Stadtrat nach einer Sitzung am 22. August, Oberstleutnant Deubitz zur Übergabe zu bewegen, stieß damit aber auf taube Ohren.
Während der gesamten Belagerung vom 18. August bis zum 7. September erwiderten die Verteidiger das gegnerische Feuer mit Kanonen- und Musketenschüssen. Zusätzlich wurden bei insgesamt sechs Ausfällen aus der Stadt zum Teil stehen gebliebene und Deckung bietende Häuser abgebrochen, zum Teil Geschütze, Sturmleitern und Schanzen zerstört sowie mehrere Feinde getötet und einige als Gefangene hinter die Mauern gebracht.

### Das Eintreffen der Schweden
Die schwedische Armee zog am 23. August von Aalen nach Bopfingen und bezog ihr Lager auf dem leicht zu verteidigendem Breitwang, von dem aus man freie Sicht auf Nördlingen hatte. In der Stadt stieg die Hoffnung auf baldigen Entsatz. Schon am nächsten Tag ließ Herzog Bernhard seine Truppen südwestlich der Stadt in Schlachtaufstellung bis vor die Ortschaft Utzmemmingen und an die Eger vorrücken, wo man sich Gefechte mit kaiserlichen Einheiten lieferte. Die Ablenkung des Gegners nutzend, gelang es Feldmarschall Horn ungehindert an das Baldinger Tor im Nordwesten der Stadt zu reiten, wo die Kaiserlichen keine Stellungen hatten. Er verstärkte die Stadt mit 200–250 Musketieren und fragte, wie lange man sich noch halten könne. Der Feldmarschall versprach, dass der Entsatz in zwei bis drei Tagen folgen würde, sobald die zusätzlichen Truppen angekommen seien.
Die Kommunikation zwischen der Stadt und dem schwedischen Heer wurde durch verschiedene Feuer- und Lautsignale und durch den mutigen Boten Adam Jacker, genannt Weckerle, gewährleistet. Dieser schlich sich insgesamt dreimal, am 21., 26. und 29., durch die feindlichen Linien aus der Stadt zu den Schweden, die ihn und die Belagerten jedes Mal um weitere zwei bis drei Tage vertrösten mussten, da sie immer noch auf den größten Teil ihrer Verstärkungen warteten.
Nach andauerndem heftigen Bombardement und vereinzelten erfolglosen Angriffen gegen das Mauerstück zwischen den Basteien wurde der Beschuss mit schwerem Geschütz vom 26. August bis zum 1. September hin eingestellt. In der Stadt führte man dies darauf zurück, dass dem kaiserlichen Heer die Munition ausgegangen sei. In dieser Lage war die schwedische Heeresführung unterschiedlicher Meinung. Während Herzog Bernhard ein beherztes Vorgehen empfahl, setzte sich der zögernde Horn durch und ließ eine Möglichkeit zum Angriff verstreichen. Die Not der Eingeschlossenen stieg indes von Tag zu Tag. Neben dem Hunger breitete sich eine Seuche aus, die täglich Dutzende Opfer forderte.

### Sturmversuch
Ab dem 2. September wurde die Stadt wieder mit Kanonen und Mörsern beschossen. Am 3. September wurde bereits ab 4 Uhr morgens heftigstes Feuer auf die Stadt gegeben. An den Mauern am Berger Tor und am Reimlinger Tor entstanden zwei große Breschen, die ein Eindringen heranstürmender Soldaten ermöglichten. Der erwartete Sturm blieb jedoch aus, da König Ferdinand III. große Teile der kaiserlichen Truppen auf das südliche Schönefeld abgezogen hatte, um dort seinen Cousin, den spanischen Kardinalinfanten, der mit dem spanischen Heer eingetroffen war, zu begrüßen.
Nach dem Aufschub kam es am 4. September zum Angriff. Vorher hatte der kaiserliche Obrist Adelshofer noch erfolglos versucht, den Kommandanten der Stadt davon zu überzeugen, dass Widerstand angesichts des nun noch größeren Heeres der Belagerer aussichtslos sei. Damit war die letzte Chance auf einen Kompromiss verstrichen. Ab drei Uhr nachmittags begannen bayerische Soldaten den Sturm, wobei die Breschen zwischen Deininger Tor und Reimlinger Tor das Hauptziel der Angreifer bildeten. Trotz mehrerer Versuche und hoher Verluste gelang es ihnen aber nicht, durch den Graben und die Breschen bis hinter die Mauern vorzudringen. Während der Gefechte schafften es einige bayerische Soldaten, in den Turm des stark beschädigten Deininger Tors einzudringen und von dort aus in die Stadt zu schießen. Die alarmierten Verteidiger konnten diese prekäre Situation nur dadurch beseitigen, dass sie im Erdgeschoss des Turmes Feuer legten und dadurch die oben stehenden Gegner vertrieben, von denen einige verbrannten. Mit Einbruch der Dunkelheit musste der kaiserliche General Gallas den Angriff, der 600–800 Tote gekostet hatte, abbrechen. Nach den Kämpfen wurden viele der Leichen von den in Nördlingen hausenden, fast verhungerten Flüchtlingen gegessen.

### Die Schlacht bei Nördlingen
Herzog Bernhard und Feldmarschall Horn waren sich einig, dass man nun handeln musste. Am folgenden Morgen wurde das Lager bei Bopfingen abgebrochen und die Truppen nach Süden in Bewegung gesetzt. Inzwischen war ein Großteil der erwarteten Verstärkung angekommen, jedoch war man den durch die Spanier verstärkten katholischen Truppen zahlenmäßig weit unterlegen. Etwa 25.000 schwedische standen zwischen 33.000 und 35.000 kaiserlichen Soldaten gegenüber. Am frühen Abend erreichten die Schweden das gegnerische Lager an seinem südwestlichen Ende bei Ederheim und eroberten bis zur Nacht eine Hügelkette. Das in der schwedischen Strategie entscheidend wichtige Albuch, die diese Kette im Osten abschließende Höhe, konnte allerdings nicht mehr genommen werden, und so hatte General Gallas in der Nacht die Gelegenheit, viele Einheiten an diese Stelle zu werfen und sie dort schanzen zu lassen. Am nächsten Morgen (6. September) versuchte Feldmarschall Horn, der diesen Abschnitt kommandierte, das Albuch mit äußerster Verbissenheit zu nehmen, hatte aber kein Glück und musste sich nach mehreren Stunden heftiger Gefechte zurückziehen. Als sich die Truppen Bernhards, die inzwischen einen Entlastungsangriff auf eine andere Stelle ausgeführt hatten, ebenfalls nicht mehr halten konnten und flüchteten, war die „Schlacht bei Nördlingen“, bis dahin eine der blutigsten des Krieges, verloren. Die davonlaufenden Truppen wurden von der kaiserlichen Reiterei gejagt und viele getötet. Vom schwedischen Heer ließen insgesamt 8000–10.000 Mann ihr Leben, 3000–4000 wurden gefangen genommen und untergestoßen (d. h. ins eigene Heer genommen). Das kaiserlich-spanische Heer hatte hingegen nur 3500 Mann Verwundete oder Tote zu beklagen. Die Vorherrschaft der Protestanten in Süddeutschland war gebrochen.

### Die Übergabe der besiegten Stadt
In Nördlingen hatte man währenddessen einen erfolgreichen Ausfall gemacht, bei dem die Eger wieder in die Stadt geleitet und dringend benötigte Nahrungsmittel erbeutet wurden. Die Siegessicherheit und die Freude über den lange ersehnten Entsatz waren so groß, dass man sogar einen Dankesgottesdienst feierte. Entsprechend groß war die Enttäuschung, als man von der Niederlage des verbündeten Heeres erfuhr, die ein Weiterkämpfen sinnlos machte. Am 7. September erfolgte die Aufforderung zur bedingungslosen Kapitulation, was jetzt nicht mehr abgeschlagen werden konnte. Noch am selben Abend erhielt die Stadt eine kaiserliche Besatzung. Zusätzlich kamen Massen an Offizieren, Verwundeten und Trossvolk, denen Quartier gegeben werden musste. In den folgenden drei Tagen kam es zu Plünderungen und Misshandlungen der Einwohner, befürchtete Massaker wie in Magdeburg blieben aber aus. Die offizielle Begnadigung erteilte der König dem Magistrat und der Bürgerschaft am 10. September, nachdem ihnen zuerst ihre begangenen Taten vorgelesen und der Treueeid zum Kaiser neu abverlangt worden war. Man hatte der Stadt vorgehalten, durch ihr „freiwilliges“ Bündnis mit den Schweden und den Widerstand während der Belagerung dem Kaiser gegenüber meineidig geworden zu sein und viele Tote auf beiden Seiten verursacht zu haben. Die Waffen der Stadt wurden konfisziert, die Einquartierungen fortgesetzt und eine Brandschatzung in Höhe von 100.000 Reichstalern sowie 8000 Reichstalern für die der Artillerie entstandenen Kosten gefordert. Diverse Besitzungen, die Gustav Adolf 1632 bei seinem Durchritt der Stadt vermacht hatte, wurden ihren ursprünglichen Besitzern, meist katholischen Klöstern der Umgebung, zurückgegeben. Trotz der schweren Vorwürfe durfte die Stadt aber ihren Status als unmittelbare Reichsstadt und die evangelische Konfession behalten. In den folgenden Monaten waren im steten Wechsel Regimenter einquartiert.

## Die Auswirkungen der Belagerung auf die Stadt

### Physische Auswirkungen

#### Psychische Belastung
Eine Belagerung bedeutete einen hohen psychischen Druck auf die Bevölkerung. Die Angst, Opfer der Kugeln und Granaten zu werden und im Falle einer Erstürmung den Siegern ausgeliefert zu sein, der Anblick zerstörter Häuser, getöteter und sterbender Menschen sowie die Gefahr und Anstrengung beim Dienst auf den Mauern oder beim Löschen erzeugten auch im Falle Nördlingens eine nervös angespannte, an bestimmten Punkten sogar eine endzeitliche Stimmung unter den Eingeschlossenen.

#### Hungersnot
In der Stadt brach schnell großer Hunger aus. Die einzige noch arbeitende Mühle der Stadt konnte den Bedarf an Mehl nicht decken, zudem ließen sich die Müller bestechen, wodurch Mittellose kaum eine Chance hatten. Die Preise für Lebensmittel begannen durch Wucher in astronomische Höhen zu steigen, der auch nach dem Ende der Belagerung weiterging und selbst durch scharfe Predigten des Pfarrers und Verordnungen des Rates nicht aufgehalten werden konnte. Eine Liste der noch verbliebenen Nahrungsmittel, die nach der Übergabe der Stadt angefertigt werden musste, zeigte, dass durchaus noch Vorräte bestanden hatten. Am schwersten von der Teuerung der Lebensmittel betroffen waren die armen Schichten der Bürgerschaft, die neben sich selbst oft noch einquartierte schwedische Soldaten zu unterhalten hatten, sowie die Bettler und die eingeflüchteten Bauern, deren mitgebrachte Vorräte nach wenigen Tagen verbraucht waren und die für die auszehrenden Lösch- und Schanzarbeiten, zu denen sie herangezogen wurden, nicht entlohnt wurden. Zumindest anfangs scheint die Hungersnot fast ausschließlich auf diese Gruppen beschränkt gewesen zu sein. Als die Stadt am 24. August durch Truppen Horns entsetzt wurde und dieser nach der Lage in der Stadt fragte, antwortete Kommandant Deubitz ihm, dass unter den Bürger und Soldaten noch kein Mangel herrsche, die Armen und Bettelleute aber bereits verhungerten. Schon um den 21. August, als man etwa vier Tage von der Versorgung abgeschnitten war, wurden Pferde, die wegen Futtermangel gestorben waren und vergraben wurden, von Armen und Bettelleuten nachts wieder aus dem Boden geholt und verzehrt. Küchenreste, streunende Tiere und zum Teil Mist bildeten die Nahrung der Hungernden, am Ende wurden sogar die feindlichen Soldaten, die beim Brand des Deininger Tores halbverbrannt heruntergefallen waren, von einigen Verzweifelten gegessen.

#### Infektionskrankheit
Die Seuche, die während der Belagerung die Stadt befiel, konnte sich in den schlechten hygienischen Verhältnissen rasch über die durch Hunger und Arbeit geschwächten Einwohner ausbreiten. Schließlich nahm sie so überhand, dass täglich Dutzende Personen in Massengräbern beigesetzt werden mussten. Eine Chronik spricht von insgesamt 2100 Personen. Die Totengräber kamen mit dem Bestatten der Leichen nicht mehr hinterher, wodurch die Leichen teilweise auf den Straßen liegen blieben und weitere Menschen ansteckten. Eine Quarantäne, die den Wiederaufbau und die Versorgung der einquartierten Soldaten verhindert hätte, wurde nicht ausgerufen, und die vielen in der Stadt begrabenen Körper verseuchten womöglich zusätzlich das Brunnenwasser. So zog sich die Epidemie weit über das Ende der Belagerung bis einschließlich November hin. Nun waren nicht mehr, wie bei der Hungersnot, hauptsächlich Arme betroffen, sondern Personen aus der gesamten Bürgerschaft. Auch viele Vorsteher der Zünfte und Mitglieder des Rates fanden den Tod.

#### Demographische Auswirkungen
Auf die Einwohnerzahl der Stadt hatten Hunger und Pest deutliche Auswirkungen. Für das Jahr 1634 sind in den Kirchenbüchern der Stadt 1549 Begräbnisse von Bürgern verzeichnet, im relativ friedlichen Jahrzehnt von 1621 bis 1630 hatten im Vergleich dazu nur durchschnittlich 293,8 Begräbnisse pro Jahr stattgefunden. Da in Nördlingen die Bevölkerung nur sporadisch gezählt wurde, lässt sich der Bevölkerungsrückgang durch die Belagerung 1634 nur erahnen: Die Anzahl der Haushalte halbierte sich von 1627 bis 1640. Diese hohe Zahl lässt sich allerdings zu einem großen Teil auf durch Verwitwungen bedingte neue Heiraten und die damit einhergehenden Zusammenlegungen von Haushalten zurückführen, nach einer Schätzung beträgt die Zahl der von der Pest getöteten Bürger nur etwa ein Fünftel der gesamten Bürgerschaft. Die Kirchenbücher geben für September bis Dezember insgesamt 1207 an der Pest gestorbene Menschen an, was dies ungefähr bestätigt. Durch die Kampfhandlungen selbst scheinen aber nur wenige Personen in der Stadt ums Leben gekommen zu sein: Der Zeitzeuge Johannes Mayer zählt für den 28. August, neun Tage nach Beginn des Beschusses, nur sieben Tote, durch den erfolgreich abgewehrten Sturmversuch zusätzlich noch einmal elf. Eine zeitgenössische Schilderung zählt vom 1.–5. September insgesamt acht getötete Angehörige der Bürgerschaft und einige Besatzungssoldaten. Auch wenn die Zahlen wahrscheinlich nicht vollständig sind, zeigen sie, dass während einer Belagerung meist weitaus weniger Menschen an den unmittelbaren Folgen der Gefechte starben als an Mangel und Krankheit. In der ersten Hälfte des 17. Jahrhunderts sank die Einwohnerzahl Nördlingens, im Wesentlichen durch die Folgen der Belagerung und des Dreißigjährigen Krieges, zum Teil aber auch durch einen bereits vorher begonnenen wirtschaftlichen Niedergang bedingt, von 8790 Personen im Jahre 1600 auf 4345 im Jahre 1652 ab.

### Finanzielle Auswirkungen

#### Umgang mit Kontributionen und anderen kriegsbedingten Kosten
Schon seitdem der Krieg in der Region um Nördlingen angekommen war, wurden die Finanzen der Stadt und ihrer Einwohner durch gelegentliche Truppendurchzüge strapaziert. Der Magistrat der Stadt erfüllte meistens die Forderungen des Militärs nach Zahlungen und Quartieren, einerseits um den Schutz der Bürger zu gewährleisten, andererseits um Verwüstungen des Umlandes zu verhindern, die eine Fluchtwelle in die Stadt zur Folge hatten. Falls der Stadt Einquartierungen drohten, wurden, sofern es akzeptiert wurde, lieber hohe Summen bezahlt als Soldaten in den Bürgerstuben erdulden zu müssen. Dabei wandelte die Obrigkeit immer auf einem Grat zwischen der Ruhigstellung der Soldaten und der Zustimmung der Bürger, die dafür meist Sonderabgaben leisten mussten. Zur besseren Legitimation zog der 15-köpfige Rat deshalb häufig das Stadtgericht und den Großen Rat zu wichtigen Entscheidung hinzu und konnte so in Kriegszeiten seine Bürger meistens vom Sinn der Zahlungen überzeugen.

#### Einquartierungen
Schon während der Belagerung waren die Bürger von Einquartierungen betroffen, schließlich mussten die 600–750 Soldaten der Besatzung untergebracht werden. Trotz des teilweise gemeinsamen Glaubens (die Heere waren in dieser Phase des Krieges hinsichtlich der Konfession und Nationalität der Mannschaften bereits sehr heterogen) und des gemeinsamen Gegners entstanden zwischen den Einwohnern und den schwedischen Soldaten aber kaum positive Beziehungen: In den Quellen wird von den „Fremden“ meist distanziert berichtet. Viele stellten ihren Wirten maßlose Forderungen, die in keinem Verhältnis zur Hungerkatastrophe auf den Straßen standen. Nach der Übergabe der Besatzung an die kaiserlichen Truppen nahm die Anzahl der Einquartierungen noch einmal enorm zu; Am Abend des 8. September betraten die ersten Soldaten die Stadt, darunter viele Offiziere und Verwundete, deren Versorgung besonders kostspielig war. Am nächsten Tag wurde dann ein Regiment aus elf Kompanien unter Baron de Suys, dem neuen Stadtkommandanten, nach Nördlingen verlegt. Die Hausherren wurden von den Siegern schikaniert und mit Forderungen überladen. In den folgenden Wochen wechselten sich verschiedene Einheiten in der überbelegten Stadt ab, die aber auch Positives brachten: Trossleute verkauften als erste wieder Kühe, Wein und Bier, das sie in Württemberg, durch das das kaiserliche Heer nun zog, erbeutet hatten. Als am 28. September nach langen Verhandlungen eine salva guardia (ein Schutzbrief) erreicht werden konnte, wurden die Einquartierungen beendet.

#### Plünderungen
Mit den Einquartierungen gingen Plünderungen einher. Es wird berichtet, dass schon während der Belagerung einige Besatzungssoldaten Diebstähle begingen. Die kaiserlichen Soldaten, die zur gleichen Zeit meist selbst unter entbehrungsreichen Verhältnissen gelebt hatten, unterzogen die unterlegene Stadt nach der Übergabe einer dreitägigen Plünderung. In den Wohnhäusern, vor allem den Wirtshäusern und zum Teil auch den Kirchen wurden den Bürgern unter Todesdrohungen Nahrungsmittel, Einrichtungsgegenstände, Kleidung und Wertsachen im Wert von angeblich 300.000 Gulden abgepresst. Obwohl es dabei sicherlich brutal zuging, finden sich aber keine Berichte von ernsthaft Verletzten oder Toten. Es wurden sicherlich auch nicht konsequent alle Einwohner und bis zu ihrem Ruin beraubt, eine „Generalplünderung“ blieb die Drohung, mit der den Geldforderungen Nachdruck verliehen wurde. Dies zeigt sich auch daran, dass es den meisten Bürgern auch einige Wochen später noch möglich war, die vom Magistrat befohlenen Abgaben zu bezahlen, und andererseits die Soldaten gestohlenes Gut an andere Bürger weiterverkauften, anstatt deren Geld einfach zu nehmen. Die Plünderungen endeten größtenteils am 10. September, nachdem der König ein ernsthaftes Verbot erlassen hatte.

#### Verluste der Stadtkasse
Um eine vollständige Plünderung zu verhindern, wurde dem Magistrat ein Brandschatzung in Höhe von 100000 Reichstalern auferlegt, eine zusätzlich auf 20000 Reichstaler angesetzte Sturmsteuer an den kaiserlichen Feldzeugmeister Marquis di Grana konnte auf 8000 Reichstaler heruntergehandelt werden. Nach mehreren erfolglosen Bittgesuchen wurde der Stadt diese enorme Summe am 28. September zur Hälfte erlassen. Es gab auch von der neuen Obrigkeit befohlene Konfiskationen von Besitz. Kurz nach der Übergabe der Stadt ließen die kaiserlichen Kommissare, die das zivile Kommando übernommen hatten, eine Liste aller noch vorhandenen Lebensmittelbestände und der Wertsachen, die aus dem Umland in das vermeintlich sichere Nördlingen geflüchtet worden waren, anfertigen. Die Vorräte wurden aus der Stadt gebracht und vermutlich zur Versorgung der Truppen vor den Toren verwendet. Die Kanonen der Stadt, das Schießpulver und andere wertvolle Gegenstände wurden ebenso beschlagnahmt.

#### Finanzierung
Der Rat musste zur Finanzierung dieser Ausgaben auf das Vermögen der Bürger zurückgreifen, das durch die gestiegenen Lebenshaltungskosten, Einquartierungen, Plünderungen und Zerstörung der Häuser etc. geschmälert worden war. Dazu wurde von den Bürgern an drei Terminen jeweils die dreifache Jahressteuer (0,5 % des geschätzten Vermögens eines Haushaltes) abverlangt, im folgenden Jahr noch einmal der 11,5-fache Betrag eines Jahres. Auch von Gesellen, Mägden, Spitaluntertanen und den geflohenen Bauern wurden Abgaben verlangt. Dem Rat gelang es, die Bürger von der Notwendigkeit dieser hohen finanziellen Belastung zu überzeugen.
Das Gesamtvermögen der Bürger fiel zwischen 1633 und 1636 von 1.282.788 Gulden auf 661.832 ab und halbierte sich somit. Insgesamt musste Nördlingen im Dreißigjährigen Krieg etwa 2 Millionen Gulden für Kontributionen und andere Kriegskosten ausgeben.

### Auswirkungen auf die Sozialstruktur
Durch die Belastungen des Krieges verschob sich das Vermögen der Bürger zugunsten der reicheren Bevölkerungsschichten: Während die obersten 5 % 1633 schon 50 % des gesamten Vermögens besaßen, hatten sie 1646 60 %. Zwar hatten sie absolut gesehen auch Geld verloren, jedoch lag die Last des Krieges viel stärker auf den Schultern der niedrigeren Besitzgruppen. In der Aufbauphase nach dem Westfälischen Frieden kehrte sich der Effekt dann wieder um. Aufgrund der hohen Todesraten während der Seuchenepidemie wurden im Stadtrat einige Plätze frei, die hauptsächlich mit reicheren Kaufleuten aufgefüllt wurden, da diese der geschröpften Stadtkasse mit Darlehen aushelfen konnten. Die Handwerker, die vor dem Dreißigjährigen Krieg mit etwa einem Drittel den größten Anteil der Räte gestellt hatten, verloren an Bedeutung, und die Repräsentativität des Magistrates sank somit.